# Lajtnant

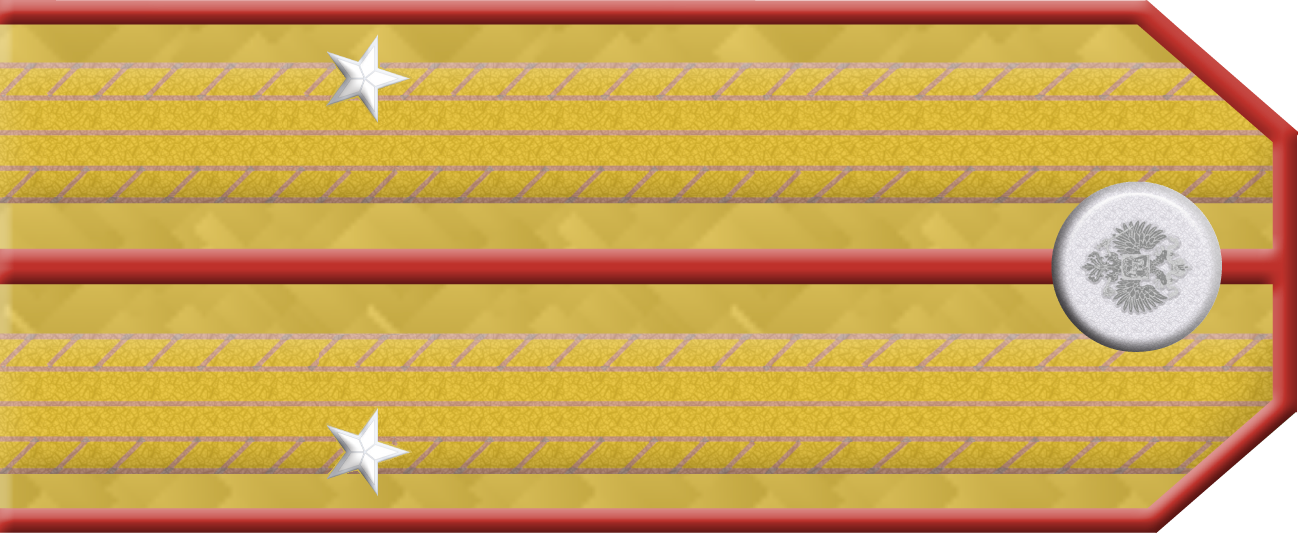
Hodnostní výložky podporučíka carské armády v letech 1909–1917

Lajtnant či lejtnant apod. je v českém prostředí starší vojenská hodnost. V podobě Leitnant, lieutenant ad. se objevuje jako název důstojnické vojenské hodnosti v rámci armád různých zemí. Odpovídá hodnosti poručíka, či nadporučíka.

## Etymologie
Výraz v češtině je transkripcí německého termínu Leitnant, z původně francouzského výrazu lieutenant (resp. lieu-tenant – „místo-držící“, tzn. přeneseně náměstek, či zástupce, srov. s locum tenens) a do němčiny byl přejat jako Leutnant, což je ekvivalent hodnosti podporučíka.

## Použití
Hodnost se používala či dosud používá např. v ruské a sovětské armádě (a taktéž v běloruské a ukrajinské) v bulharské, v češtině odpovídá hodnosti poručíka.
"Lejtnant" se objevuje také v názvu ruské (běloruské, ukrajinské a bulharské) generálské hodnosti – jako generál lejtnant (генерал-лейтенант, doslova generálporučík, hodnost o stupeň vyšší než generálmajor a nižší než generálplukovník), a odpovídá hodnosti divizního generála.
V britském Královském námořnictvu se vyskytuje hodnost Acting Lieutenant, titulárně odpovídající hodnosti námořního poručíka, ale ve služební hierarchii je podřízen námořnímu poručíkovi a podporučíkovi.[zdroj⁠?!]